# Tatra T3
Le Tatra T3 est un tramway, dessiné par le designer František Kardaus et construit par la société tchécoslovaque ČKD de 1961 à 1990. Ces rames ont fourni les réseaux de tramways des pays de l'Est.

## Modèles
La création du T3 fut très difficile. Le véhicule devait avoir la même capacité que son prédécesseur (le Tatra T2) mais être plus simple à construire. Ils sont déclinés en plusieurs versions, qui correspondent à leur pays de destination ainsi qu'aux évolutions du modèle. Le véhicule a circulé dans toutes les compagnies de tramway de l'ancienne Tchécoslovaquie. Le principal client fut le réseau de tramway de Prague, qui a reçu plus de 1 000 véhicules. Le T3 est toujours très utilisé dans ces villes, mais dans des versions souvent modernisées. 

### T3SU
Le T3SU (SU pour Soviet Union) a été fabriqué à 11 368 exemplaires, en faisant le modèle de tramway le plus produit au monde. Le désavantage de sa présence massive est son remplacement, qui de fait, est plus lent. Le premier exemplaire a été livré en 1963 à Moscou, ainsi qu'à 33 autres villes soviétiques.
Au fil de la production, les rames, bien que du même modèle, peuvent se différencier intérieurement ou extérieurement (au niveau des couleurs, fenêtres, etc.)

### T3SUCS
Le T3SUCS (SU pour Soviet Union-modified Czechoslovakia) est la version destinée à la Tchécoslovaquie. La production du T3 est arrêté en 1976 pour se concentrer sur le développement de nouveaux véhicules. Toutefois, Košice commande tout de même deux véhicules. Au lieu de continuer à produire des T3, opération coûteuse, des T3SU sont ré-importés et adaptés à la Tchécoslovaquie.

### T3D
Le T3D  (D pour Deutschland) est la version destinée à la République démocratique allemande. Les premières rames ont circulé dès 1964 à Dresde. L'Allemagne a pour particularité d'avoir utilisé des T3 en tant que remorque non motorisée. Ces véhicules sont désignés comme des B3D et ont la même carrosserie que les T3.

### T3YU
Le T3YU  (YU pour Yugoslavia) est la version destinée à la Yougoslavie. À partir de 1967, tous les T3 destinés à ce pays sont équipés de pantographes et de bogies différents. Comme en Allemagne, des remorques sont utilisés. Excepté deux réseaux tchécoslovaques et un réseau russe, il s'agit des seuls T3 produits avec un écartement métrique.

### T3R
Le T3R  (R pour Romania) est la version destinée à la Roumanie. Les premiers véhicules sont livrés en 1967 pour la ville de Galaţi. Ils sont différents de la version tchécoslovaque au niveau de l'équipement électrique : 750 volts au lieu de 600V. Les rames construites étant très larges, elles ne circulèrent que dans cette ville.

### Modernisations
Les autres modèles (T3M, T3G, T3R.P, etc.) correspondent à des modernisations effectuées par les opérateurs ou le constructeur.

## Production
14 113 trams ont été produits et livrés aux villes suivantes
|                    | Ville                                  | Années    | T3   | T3SUCS | T3SU  | T3D | B3D | T3YU | B3YU | T3R | Total |
| ------------------ | -------------------------------------- | --------- | ---- | ------ | ----- | --- | --- | ---- | ---- | --- | ----- |
| Russie             | Barnaoul                               | 1967–1985 | 0    | 0      | 444   | 0   | 0   | 0    | 0    | 0   | 444   |
| Slovaquie          | Bratislava                             | 1964–1989 | 58   | 130    | 0     | 0   | 0   | 0    | 0    | 0   | 188   |
| République tchèque | Brno                                   | 1963–1989 | 109  | 53     | 0     | 0   | 0   | 0    | 0    | 0   | 162   |
| Allemagne          | Karl-Marx-Stadt (aujourd'hui Chemnitz) | 1966–1988 | 0    | 0      | 0     | 132 | 62  | 0    | 0    | 0   | 194   |
| Ukraine            | Dnipropetrovsk                         | 1968–1987 | 0    | 0      | 370   | 0   | 0   | 0    | 0    | 0   | 370   |
| Ukraine            | Dniprodzerjynsk                        | 1972–1986 | 0    | 0      | 183   | 0   | 0   | 0    | 0    | 0   | 183   |
| Ukraine            | Donetsk                                | 1967–1987 | 0    | 0      | 251   | 0   | 0   | 0    | 0    | 0   | 251   |
| Roumanie           | Galați                                 | 1971–1974 | 0    | 0      | 0     | 0   | 0   | 0    | 0    | 50  | 50    |
| Russie             | Grozny                                 | 1981–1986 | 0    | 0      | 70    | 0   | 0   | 0    | 0    | 0   | 70    |
| Russie             | Irkoutsk                               | 1967–1968 | 0    | 0      | 30    | 0   | 0   | 0    | 0    | 0   | 30    |
| Russie             | Ijevsk                                 | 1966–1986 | 0    | 0      | 270   | 0   | 0   | 0    | 0    | 0   | 270   |
| Ukraine            | Kharkiv                                | 1967–1987 | 0    | 3      | 735   | 0   | 0   | 0    | 0    | 0   | 735   |
| Ukraine            | Kiev                                   | 1964–1987 | 0    | 0      | 923   | 0   | 0   | 0    | 0    | 0   | 923   |
| Slovaquie          | Košice                                 | 1963–1989 | 97   | 89     | 0     | 0   | 0   | 0    | 0    | 0   | 184   |
| Ukraine            | Kramatorsk                             | 1967      | 0    | 0      | 2     | 0   | 0   | 0    | 0    | 0   | 2     |
| Russie             | Krasnodar                              | 1980–1986 | 0    | 0      | 115   | 0   | 0   | 0    | 0    | 0   | 115   |
| Ukraine            | Kryvyï Rih                             | 1986–1987 | 0    | 0      | 50    | 0   | 0   | 0    | 0    | 0   | 50    |
| Russie             | Koursk                                 | 1966–1987 | 0    | 0      | 278   | 0   | 0   | 0    | 0    | 0   | 278   |
| République tchèque | Liberec                                | 1965–1987 | 20   | 34     | 0     | 0   | 0   | 0    | 0    | 0   | 54    |
| Ukraine            | Marioupol                              | 1967–1975 | 0    | 0      | 32    | 0   | 0   | 0    | 0    | 0   | 32    |
| Russie             | Moscou                                 | 1963–1987 | 0    | 0      | 2069  | 0   | 0   | 0    | 0    | 0   | 2069  |
| République tchèque | Most                                   | 1967–1987 | 9    | 67     | 0     | 0   | 0   | 0    | 0    | 0   | 76    |
| Russie             | Nijni Novgorod                         | 1978–1986 | 0    | 0      | 220   | 0   | 0   | 0    | 0    | 0   | 220   |
| Russie             | Novokouznetsk                          | 1967–1986 | 0    | 0      | 215   | 0   | 0   | 0    | 0    | 0   | 215   |
| Ukraine            | Odessa                                 | 1966–1987 | 0    | 0      | 484   | 0   | 0   | 0    | 0    | 0   | 484   |
| République tchèque | Olomouc                                | 1966–1987 | 30   | 39     | 0     | 0   | 0   | 0    | 0    | 0   | 69    |
| Russie             | Orel                                   | 1976–1985 | 0    | 0      | 85    | 0   | 0   | 0    | 0    | 0   | 85    |
| Croatie            | Osijek                                 | 1966–1982 | 0    | 0      | 0     | 0   | 0   | 26   | 4    | 0   | 30    |
| République tchèque | Ostrava                                | 1965–1987 | 97   | 127    | 0     | 0   | 0   | 0    | 0    | 0   | 224   |
| République tchèque | Plzeň                                  | 1964–1989 | 48   | 80     | 0     | 0   | 0   | 0    | 0    | 0   | 128   |
| République tchèque | Prague                                 | 1960–1989 | 901  | 272    | 20    | 0   | 0   | 0    | 0    | 0   | 1193  |
| Russie             | Piatigorsk                             | 1967–1987 | 0    | 0      | 117   | 0   | 0   | 0    | 0    | 0   | 117   |
| Lettonie           | Riga                                   | 1974–1987 | 0    | 0      | 243   | 0   | 0   | 0    | 0    | 0   | 243   |
| Russie             | Rostov-sur-le-Don                      | 1967–1987 | 0    | 0      | 405   | 0   | 0   | 0    | 0    | 0   | 405   |
| Russie             | Samara                                 | 1964–1986 | 0    | 0      | 619   | 0   | 0   | 0    | 0    | 0   | 619   |
| Bosnie-Herzégovine | Sarajevo                               | 1967–1969 | 0    | 0      | 0     | 0   | 0   | 20   | 0    | 0   | 20    |
| Allemagne          | Schwerin                               | 1973–1988 | 0    | 0      | 0     | 115 | 56  | 0    | 0    | 0   | 171   |
| Ouzbékistan        | Tachkent                               | 1983–1985 | 0    | 0      | 18    | 0   | 0   | 0    | 0    | 0   | 18    |
| Russie             | Oufa                                   | 1966–1987 | 0    | 0      | 360   | 0   | 0   | 0    | 0    | 0   | 360   |
| Russie             | Oulianovsk                             | 1966–1986 | 0    | 0      | 401   | 0   | 0   | 0    | 0    | 0   | 401   |
| Russie             | Toula                                  | 1965–1986 | 0    | 0      | 401   | 0   | 0   | 0    | 0    | 0   | 401   |
| Russie             | Tver                                   | 1967–1986 | 0    | 0      | 306   | 0   | 0   | 0    | 0    | 0   | 306   |
| Russie             | Vladikavkaz                            | 1972–1987 | 0    | 0      | 129   | 0   | 0   | 0    | 0    | 0   | 129   |
| Russie             | Volgograd                              | 1967–1987 | 0    | 0      | 425   | 0   | 0   | 0    | 0    | 0   | 425   |
| Russie             | Voljski                                | 1967–1980 | 0    | 0      | 75    | 0   | 0   | 0    | 0    | 0   | 75    |
| Russie             | Voronej                                | 1977–1986 | 0    | 0      | 209   | 0   | 0   | 0    | 0    | 0   | 209   |
| Russie             | Iekaterinbourg                         | 1964–1986 | 0    | 0      | 530   | 0   | 0   | 0    | 0    | 0   | 530   |
| Ukraine            | Zaporijia                              | 1966–1987 | 0    | 0      | 304   | 0   | 0   | 0    | 0    | 0   | 304   |
|                    |                                        | Total     | 1369 | 911    | 11368 | 247 | 118 | 46   | 4    | 50  | 14113 |